# 池須町 (津島市)
池須町（いけすちょう）は、愛知県津島市の地名。丁番を持たない単独町名である。

## 地理
津島市西部に位置する。東は上河原町、西は中之町、南は天王通り、北は寿町に接する。

## 歴史

### 沿革
- 1953年（昭和28年） - 津島市大字津島の一部により、同市池須町として成立[1]。

## 世帯数と人口
2018年（平成30年）1月1日現在の世帯数と人口は以下の通りである。
| 町丁   | 世帯数 | 人口  |
| ------ | ------ | ----- |
| 池須町 | 98世帯 | 247人 |

### 人口の変遷
国勢調査による人口の推移
| 1995年（平成7年）  | 280人 | [ 7 ]  |  |
| 2000年（平成12年） | 281人 | [ 8 ]  |  |
| 2005年（平成17年） | 266人 | [ 9 ]  |  |
| 2010年（平成22年） | 279人 | [ 10 ] |  |
| 2015年（平成27年） | 248人 | [ 11 ] |  |

## 学区
市立小・中学校に通う場合、学区は以下の通りとなる。また、公立高等学校に通う場合の学区は以下の通りとなる。
| 番・番地等 | 小学校           | 中学校             | 高等学校 |
| ---------- | ---------------- | ------------------ | -------- |
| 全域       | 津島市立西小学校 | 津島市立天王中学校 | 尾張学区 |

## 施設
- 津島青果市場跡[6]

## その他

### 日本郵便
- 郵便番号 : 496-0828[4]（集配局：津島郵便局[14]）。